# FC Bayern München in het seizoen 1980/81
Dit artikel beschrijft de prestaties van de Duitse voetbalclub FC Bayern München in het seizoen 1980/81, waarin de club voor de tweede keer op rij kampioen werd.

## Spelerskern
| Naam                     | Nationaliteit            | Geboortedatum | Vorige club              |
| ------------------------ | ------------------------ | ------------- | ------------------------ |
| Keepers                  |                          |               |                          |
| Walter Junghans          | Bondsrepubliek Duitsland | 26-10-1958    | Victoria Hamburg         |
| Manfred Müller           | Bondsrepubliek Duitsland | 28-07-1947    | ESV Ingolstadt           |
| Verdedigers              |                          |               |                          |
| Einar Jan Aas            | Noorwegen                | 12-10-1955    | Moss FK                  |
| Klaus Augenthaler        | Bondsrepubliek Duitsland | 26-09-1957    | /                        |
| Udo Horsmann             | Bondsrepubliek Duitsland | 30-03-1952    | SpVgg Beckum             |
| Kurt Niedermayer         | Bondsrepubliek Duitsland | 25-11-1955    | Karlsruher SC            |
| Hans-Georg Schwarzenbeck | Bondsrepubliek Duitsland | 03-04-1948    | /                        |
| Hans Weiner              | Bondsrepubliek Duitsland | 29-11-1950    | Hertha BSC               |
| Middenvelders            |                          |               |                          |
| Joachim Benfeld          | Bondsrepubliek Duitsland | 28-05-1958    | /                        |
| Paul Breitner            | Bondsrepubliek Duitsland | 05-09-1951    | Eintracht Braunschweig   |
| Wolfgang Dremmler        | Bondsrepubliek Duitsland | 12-07-1954    | Eintracht Braunschweig   |
| Bernd Dürnberger         | Bondsrepubliek Duitsland | 17-09-1953    | /                        |
| Günter Güttler           | Bondsrepubliek Duitsland | 31-05-1961    | /                        |
| Wolfgang Kraus           | Bondsrepubliek Duitsland | 20-08-1953    | Eintracht Frankfurt      |
| Pasi Rautiainen          | Finland                  | 18-07-1961    | HJK Helsinki             |
| Jürgen Röber             | Bondsrepubliek Duitsland | 25-12-1953    | Werder Bremen            |
| Aanvallers               |                          |               |                          |
| Kalle Del'Haye           | Bondsrepubliek Duitsland | 18-08-1955    | Borussia Mönchengladbach |
| Dieter Hoeneß            | Bondsrepubliek Duitsland | 07-01-1953    | VfB Stuttgart            |
| Norbert Janzon           | Bondsrepubliek Duitsland | 21-12-1950    | Karlsruher SC            |
| Reinhold Mathy           | Bondsrepubliek Duitsland | 12-04-1962    | /                        |
| Karl-Heinz Rummenigge    | Bondsrepubliek Duitsland | 25-09-1955    | Borussia Lippstadt       |
| Werner Steinkirchner     | Bondsrepubliek Duitsland | 01-08-1960    | Stuttgarter Kickers      |

- = Aanvoerder

### Technische staf
| Functie         | Naam                          | Nationaliteit            |
| --------------- | ----------------------------- | ------------------------ |
| Coach           | Pál Csernai                   | Hongarije                |
| Assistent-coach | Reinhard Saftig               | Bondsrepubliek Duitsland |
| Teamarts        | Hans-Wilhelm Müller-Wohlfahrt | Bondsrepubliek Duitsland |

## Resultaten
| Bundesliga | DFB-Pokal   | Europacup I  |
| ---------- | ----------- | ------------ |
|            |             |              |
| Kampioen   | 1/16 finale | Halve finale |

## Uitrustingen
Hoofdsponsor: Magirus-Deutz

Sportmerk: adidas
| Thuis | Uit | Doelman | Doelman |

## Transfers

### Zomer
| Naam                 | Nationaliteit            | Van/naar                 | Type       |
| -------------------- | ------------------------ | ------------------------ | ---------- |
| Inkomend             |                          |                          |            |
| Kalle Del'Haye       | Bondsrepubliek Duitsland | Borussia Mönchengladbach | Gekocht    |
| Pasi Rautiainen      | Finland                  | HJK Helsinki             | Gekocht    |
| Jürgen Röber         | Bondsrepubliek Duitsland | Werder Bremen            | Gekocht    |
| Werner Steinkirchner | Bondsrepubliek Duitsland | Stuttgarter Kickers      | Einde huur |
| Uitgaand             |                          |                          |            |
| Peter Gruber         | Bondsrepubliek Duitsland | Dallas Tornado           | Verkocht   |
| Branko Oblak         | Joegoslavië              | SV Spittal/Drau          | Verkocht   |
| Wilhelm Reisinger    | Bondsrepubliek Duitsland | Stuttgarter Kickers      | Verkocht   |

### Winter
| Naam            | Nationaliteit | Van/naar          | Type     |
| --------------- | ------------- | ----------------- | -------- |
| Uitgaand        |               |                   |          |
| Einar Jan Aas   | Noorwegen     | Nottingham Forest | Verkocht |
| Pasi Rautiainen | Finland       | Werder Bremen     | Verkocht |

## Bundesliga

### Eindstand
|    | Club                     | Wed | Gew | Gel | Ver | Pnt | V-T   |
| -- | ------------------------ | --- | --- | --- | --- | --- | ----- |
| 1  | FC Bayern München        | 34  | 22  | 9   | 3   | 53  | 89-41 |
| 2  | Hamburger SV             | 34  | 21  | 7   | 6   | 49  | 73-43 |
| 3  | VfB Stuttgart            | 34  | 19  | 8   | 7   | 46  | 70-44 |
| 4  | 1. FC Kaiserslautern     | 34  | 17  | 10  | 7   | 44  | 60-37 |
| 5  | Eintracht Frankfurt      | 34  | 13  | 12  | 9   | 38  | 61-57 |
| 6  | Borussia Mönchengladbach | 34  | 15  | 7   | 12  | 37  | 68-64 |
| 7  | Borussia Dortmund        | 34  | 13  | 9   | 12  | 35  | 69-59 |
| 8  | 1. FC Köln               | 34  | 12  | 10  | 12  | 34  | 54-55 |
| 9  | VfL Bochum               | 34  | 9   | 15  | 10  | 33  | 53-45 |
| 10 | Karlsruher SC            | 34  | 9   | 14  | 11  | 32  | 56-63 |
| 11 | Bayer 04 Leverkusen      | 34  | 10  | 10  | 14  | 30  | 52-53 |
| 12 | MSV Duisburg             | 34  | 10  | 9   | 15  | 29  | 45-58 |
| 13 | Fortuna Düsseldorf       | 34  | 10  | 8   | 16  | 28  | 57-64 |
| 14 | 1. FC Nürnberg           | 34  | 11  | 6   | 17  | 28  | 47-57 |
| 15 | DSC Arminia Bielefeld    | 34  | 10  | 6   | 18  | 26  | 46-65 |
| 16 | TSV 1860 München         | 34  | 9   | 7   | 18  | 25  | 49-67 |
| 17 | FC Schalke 04            | 34  | 8   | 7   | 19  | 23  | 43-88 |
| 18 | Bayer 05 Uerdingen       | 34  | 8   | 6   | 20  | 22  | 47-79 |

Kampioen Bayern München plaatste zich voor de Europacup I 1981/82
Bekerwinnaar Eintracht Frankfurt plaatste zich voor de Europacup II 1981/82
De nummers 2, 3, 4 en 6 van de competitie, Hamburger SV, VfB Stuttgart, 1.FC Kaiserslautern, en Borussia Mönchengladbach namen deel in de UEFA Cup 1981/82
TSV 1860 München, FC Schalke 04 en Bayer 05 Uerdingen degradeerden naar de 2. Bundesliga
De kampioenen SV Werder Bremen (Nord) en SV Darmstadt 98 (Süd) en Eintracht Braunschweig (na beslissingswedstrijden tegen Kickers Offenbach, 0-1, 2-0) promoveerden uit de 2. Bundesliga

## Individuele prijzen
| Prijs                         | Winnaar               |
| ----------------------------- | --------------------- |
| Ballon d'Or                   | Karl-Heinz Rummenigge |
| Onze d'Or                     | Karl-Heinz Rummenigge |
| Duits voetballer van het jaar | Paul Breitner         |
| Topschutter Europacup I       | Karl-Heinz Rummenigge |
| Topschutter Bundesliga        | Karl-Heinz Rummenigge |

## Afbeeldingen

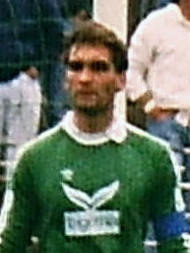
Walter Junghans (doelman)
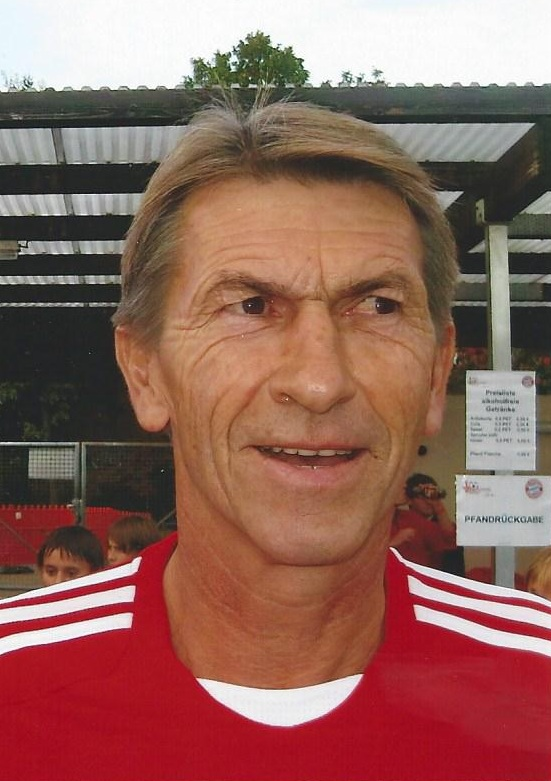
Klaus Augenthaler (verdediger)
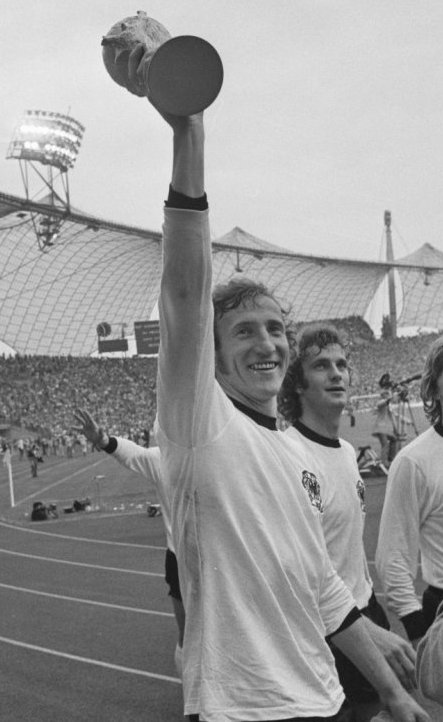
Hans-Georg Schwarzenbeck (verdediger)
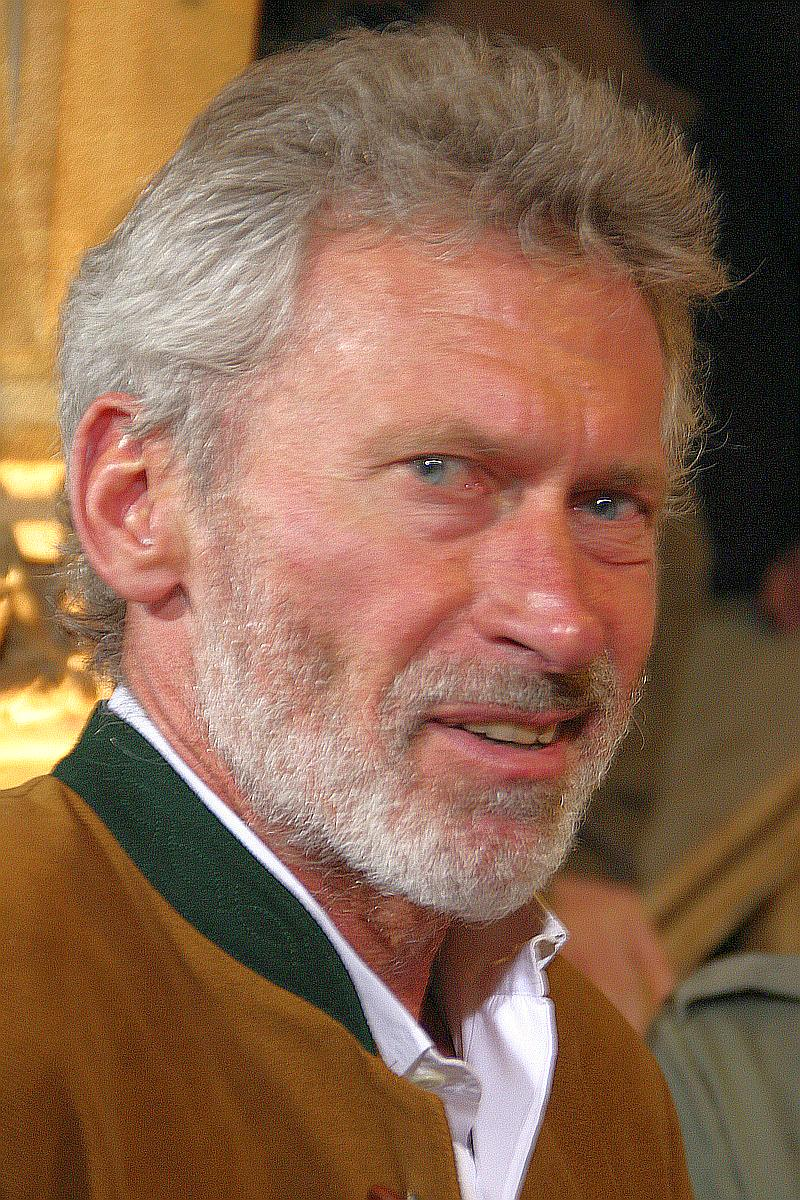
Paul Breitner (middenvelder)
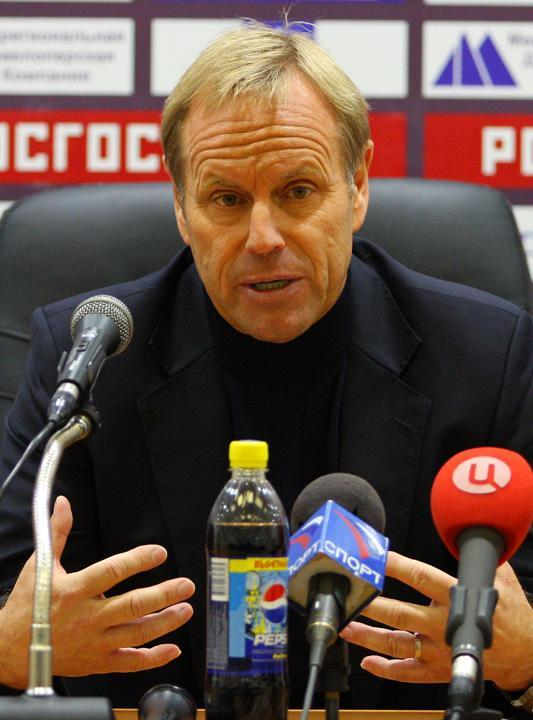
Jürgen Röber (middenvelder)
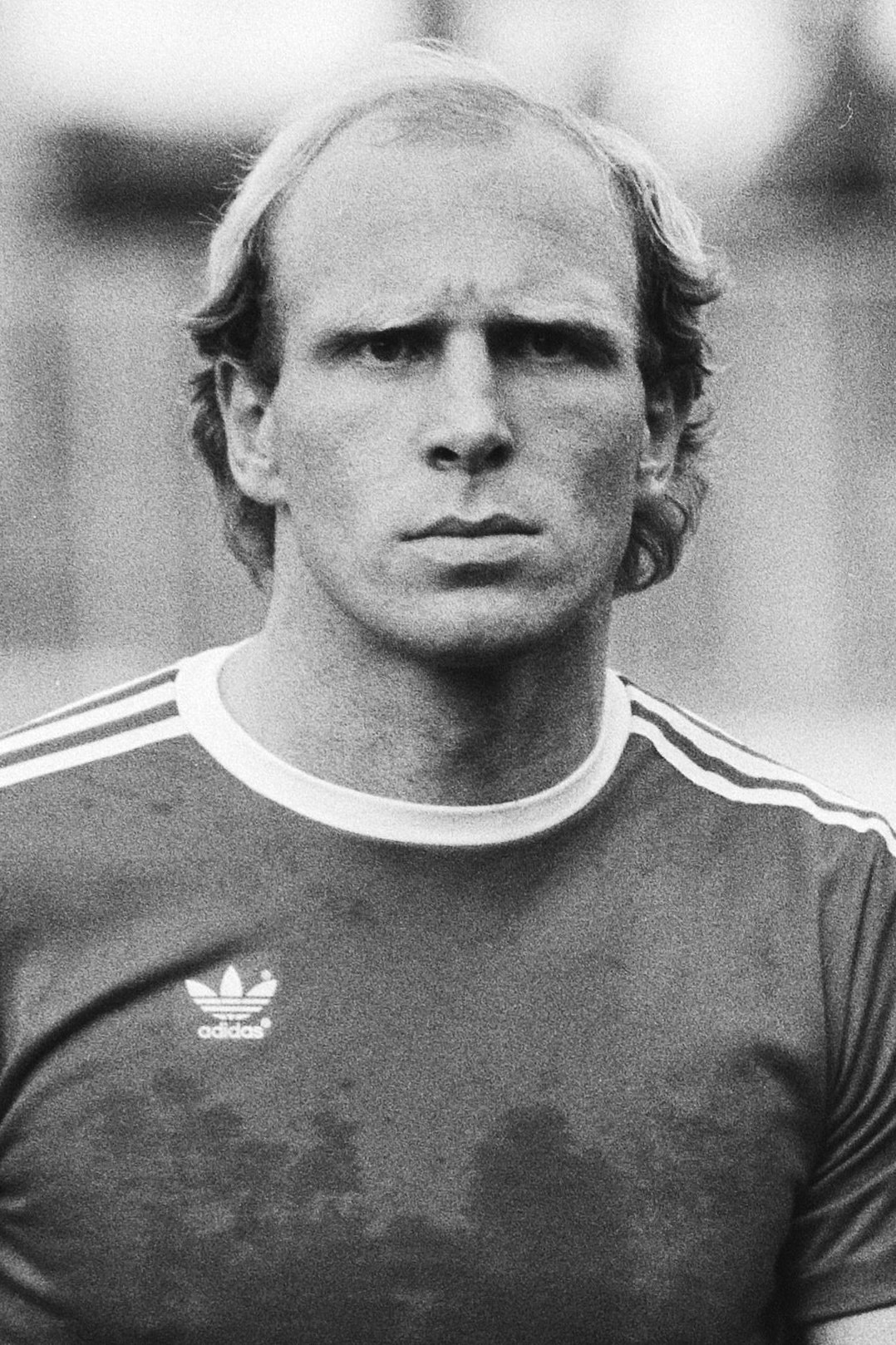
Dieter Hoeneß (aanvaller)
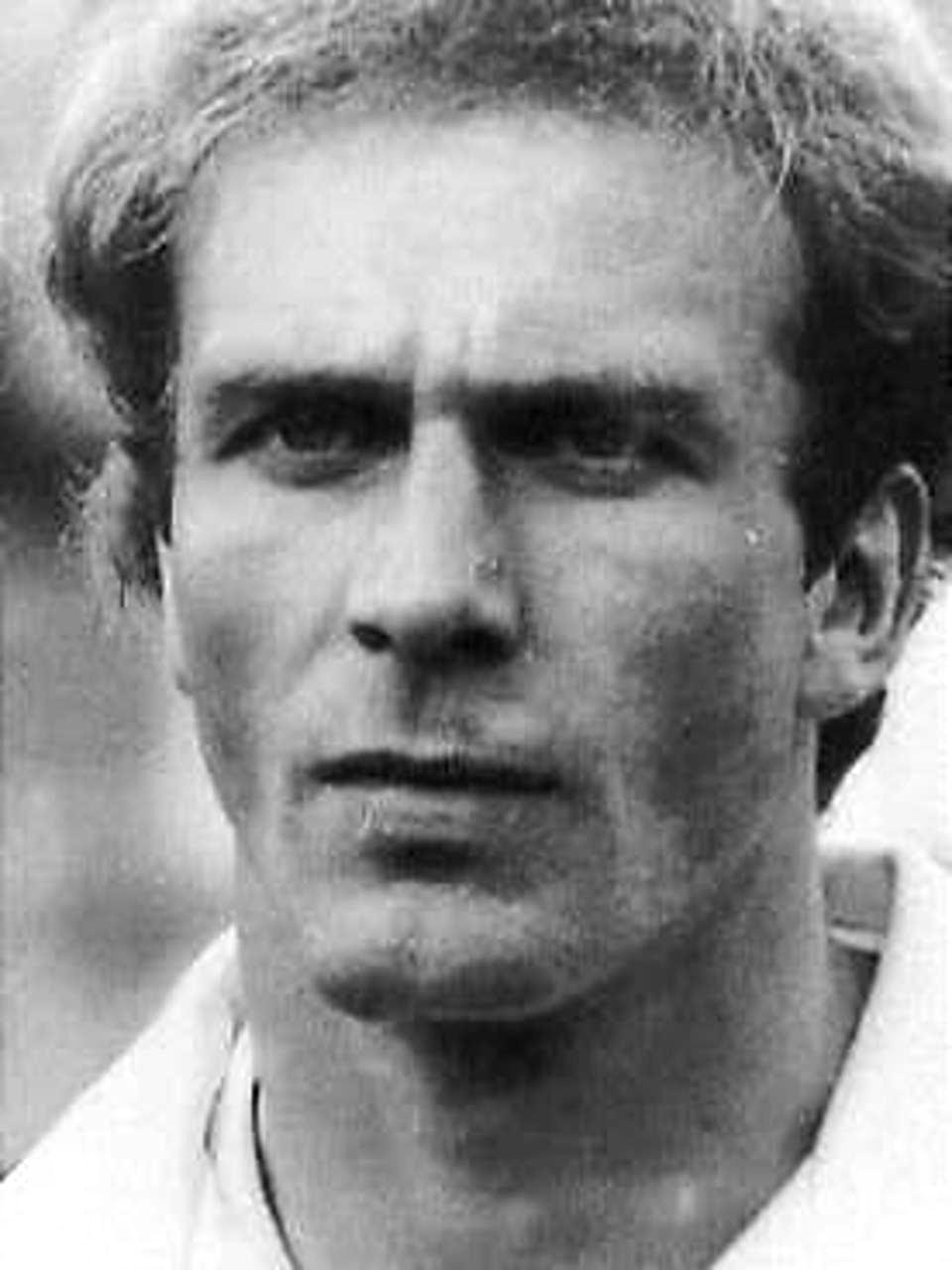
Karl-Heinz Rummenigge (aanvaller)